# Apateta cryphia
Apateta cryphia är en fjärilsart som beskrevs av Turner 1926. Apateta cryphia ingår i släktet Apateta och familjen vecklare. Inga underarter finns listade i Catalogue of Life.